# 웨이커
웨이커는 대한민국의 보이 그룹이다. 2023년 싱글 《Dash》로 데뷔했다.

## 음반
- DASH (2023)
- Mission of School (2024)